# Aeroporto Internacional Houari Boumedienne
O Aeroporto Internacional Houari Boumedienne (IATA: ALG, ICAO: DAAG) é um aeroporto civil localizado a 17 km a sudeste de Argel, a capital da Argélia. Seu nome procede de Houari Boumedienne, primeiro presidente daquele país. Sob controle francês, Dar El Beïda, a zona onde se localiza o aeroporto, era conhecida como Maison Blanche e, na maioria de livros sobre a Guerra da Independência da Argélia é conhecido como "Aeroporto Maison Blanche".

## Linhas aéreas e destinos
As seguintes companhias aéreas tinham serviços programados para o Aeroporto Houari Boumedienne, em 2020 :

### Terminal 1

#### Hall 1
| Linhas Aéreas          | Destinos                            |
| ---------------------- | ----------------------------------- |
| Air France             | Marseilles, Paris-Charles de Gaulle |
| British Airways        | London-Heathrow                     |
| EgyptAir               | Cairo                               |
| Iberia                 | Madrid                              |
| ITA Airways            | Rome-Fiumicino                      |
| Libyan Airlines        | Tripoli                             |
| Lufthansa              | Frankfurt                           |
| Qatar Airways          | Doha                                |
| Royal Air Maroc        | Casablanca                          |
| Saudi Arabian Airlines | Jeddah                              |
| Syrian Arab Airlines   | Damascus                            |
| TAP Portugal           | Lisbon                              |
| TUIfly                 | Cologne/Bonn [begins 20 June]       |
| Tunisair               | Tunis                               |
| Turkish Airlines       | Istanbul-Atatürk                    |

#### Hall 2
| Linhas Aéreas | Destinos |
| ------------- | --- |
| Air Algérie   | Abidjan, Amman, Bamako, Barcelona, Pequim-Capital, Beirute, Berlim-Schönefeld [seasonal], Bordeaux, Brussels, Cairo, Casablanca, Dakar, Damascus, Dubai, Frankfurt, Geneva, Istanbul-Atatürk, Jeddah, Lille, Londres-Heathrow, Lyon, Madrid, Marseilles, Metz/Nancy, Milan-Malpensa [begins 28 June], Montréal-Trudeau, Moscow-Sheremetyevo, Niamey, Nice, Nouakchott, Ouagadougou, Paris-Charles de Gaulle, Paris-Orly, Rome-Fiumicino, Strasbourg [begins 4th July], Toulouse, Tripoli, Tunis |

### Terminal 2
| Linhas Aéreas    | Destinos |
| ---------------- | --- |
| Air Algérie      | Annaba, Batna, Bechar, Bugia, Biskra, Constantina, Djanet, El Oued, Ghardaia, Hassi Messaoud, Illizi, In Amenas, In Salah, Jijel, Oran, Ouargla, Setif, Tamanrasset, Tebessa, Timimoun, Tindouf, Tremecém, Touggourt |
| Tassili Airlines | \Constantine, Ghardaia, Oran |

### Terminal 3
| Linhas Aéreas         |
| --------------------- |
| Air Algérie Cargo     |
| Air Express Algeria   |
| Cargolux              |
| DHL Aviation          |
| FedEx                 |
| Royal Air Maroc Cargo |
| United Parcel Service |

## Galeria

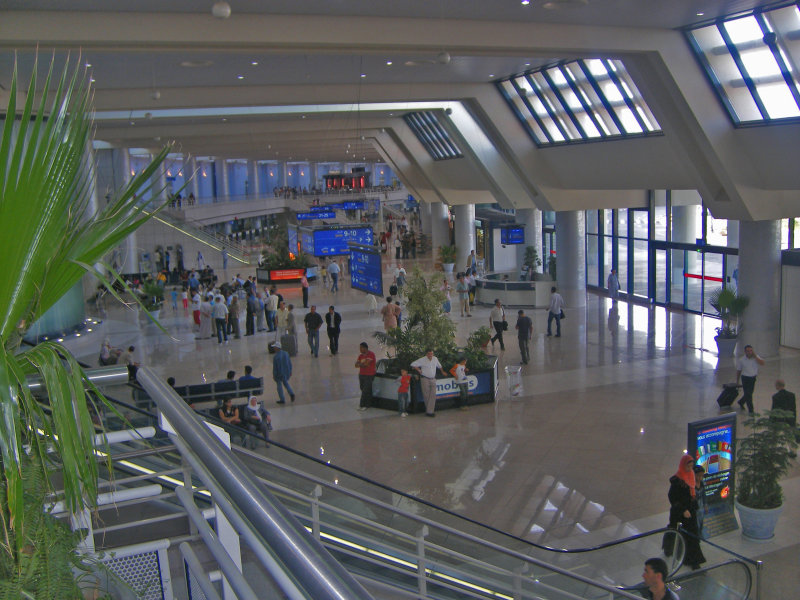
O novo terminal do aeroporto
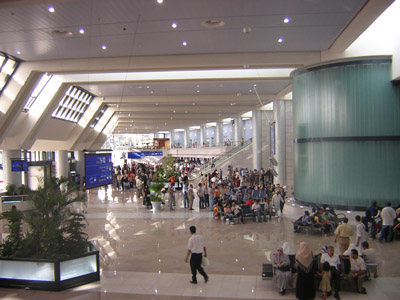
Setor de Check-in
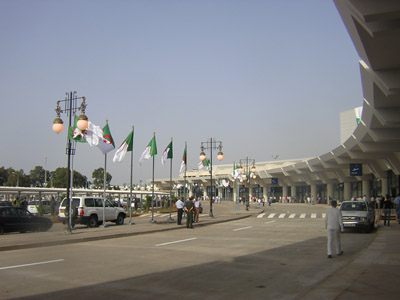
Entrance to the terminal